# 노대호
노대호(한국 한자: 盧大鎬, 1990년 1월 26일 ~ )는 대한민국의 축구 선수이다. 포지션은 공격수이다.

## 클럽 경력
2013 K리그 드래프트에서 K리그 챌린지의 부천 FC 1995에 번외지명되면서 프로 축구 선수가 되었다. 2013년 3월 16일 개막전인 수원 FC와의 경기에서 프로 데뷔전을 치뤘으며 이 경기에서 프로 데뷔골을 기록했다.
2014년 7월, 사회복무요원으로 병역을 이행하게 되었으며 이에 K3리그 화성 FC로 임대되었다.
2017시즌을 앞두고 화성 FC로 완전 이적했다.
2018시즌을 앞두고 캄보디아 리그의 캄보디아 경찰 축구단에 입단했다.